# موسى لافي
موسى لافي (بالإنجليزية: Moses Levy) هو محامي أمريكي، ولد في 1757 في فيلادلفيا في الولايات المتحدة، وتوفي في 9 مايو 1826.